# نادي فلامورتاري فلوره
نادي فلامورتاري فلوره لكرة القدم (Klubi Sportiv Flamurtari Vlorë) هو نادي كرة قدم ألباني ويقع مقره في مدينة فلوره الألبانية. النادي يلعب في دوري السوبر الألباني، وهو الدرجة العليا لكرة القدم في البلاد.
تأسس النادي في عام 1923، وهو أحد أقدم الأندية في ألبانيا، وهو أيضا واحدة أنجحها، بعد أن فاز باثنين من ألقاب دوري السوبر في عامي 1991 و2011 وأربعة ألقاب كأس ألبانيا ولقبين كأس السوبر الألباني. كما عرف النادي أيضا بمشاركاته الأوروبية في الثمانينات، حيث وصل لدور الستة عشر في كأس الاتحاد الأوروبي 1987-88، حيث فازوا على برشلونة في فلوره لكنهم خسروا في المجموع.